# 兵庫県道411号山之内莇野姫路線
兵庫県道411号山之内莇野姫路線（ひょうごけんどう411ごう やまのうちあぞのひめじせん）は、兵庫県姫路市を通る一般県道である。

## 概要
姫路市夢前町山之内甲から姫路市飾西に至る。

### 路線データ
- 起点：姫路市夢前町山之内甲（兵庫県道67号姫路神河線）
- 終点：姫路市飾西（飾西交差点、兵庫県道724号姫路新宮線交点）
- 総延長：24.969 km
- 通行不能区間：姫路市夢前町山之内己 - 姫路市夢前町山之内庚間

林道塩田線（小畑隧道）を介して両区間を往来可能。この林道は急勾配・急カーブや落石多数あり、悪天候時は通行止めになるなど、走行には注意が必要。

## 路線状況
菅生川がほぼ全域で並行する。

### 重複区間
- 兵庫県道80号宍粟香寺線（姫路市夢前町護持・護塚橋北詰交差点 - 姫路市夢前町菅生澗）
- 兵庫県道545号石倉玉田線（姫路市六角・六角橋西詰交差点 - 姫路市六角・新六角橋西詰交差点）

### 道路施設

#### 橋梁
- 滝山橋（菅生川、姫路市）
- 芦田橋（菅生川、姫路市）
- 護塚橋（菅生川、姫路市、兵庫県道80号宍粟香寺線重複区間内）
- 荒木橋（菅生川、姫路市、兵庫県道80号宍粟香寺線重複区間内）
- 宗元西橋（宗元川、姫路市、兵庫県道80号宍粟香寺線重複区間内）
- 近入橋（菅生川、姫路市）
- 新在家橋（菅生川、姫路市）
- 笹川橋（笹川、姫路市）

## 地理

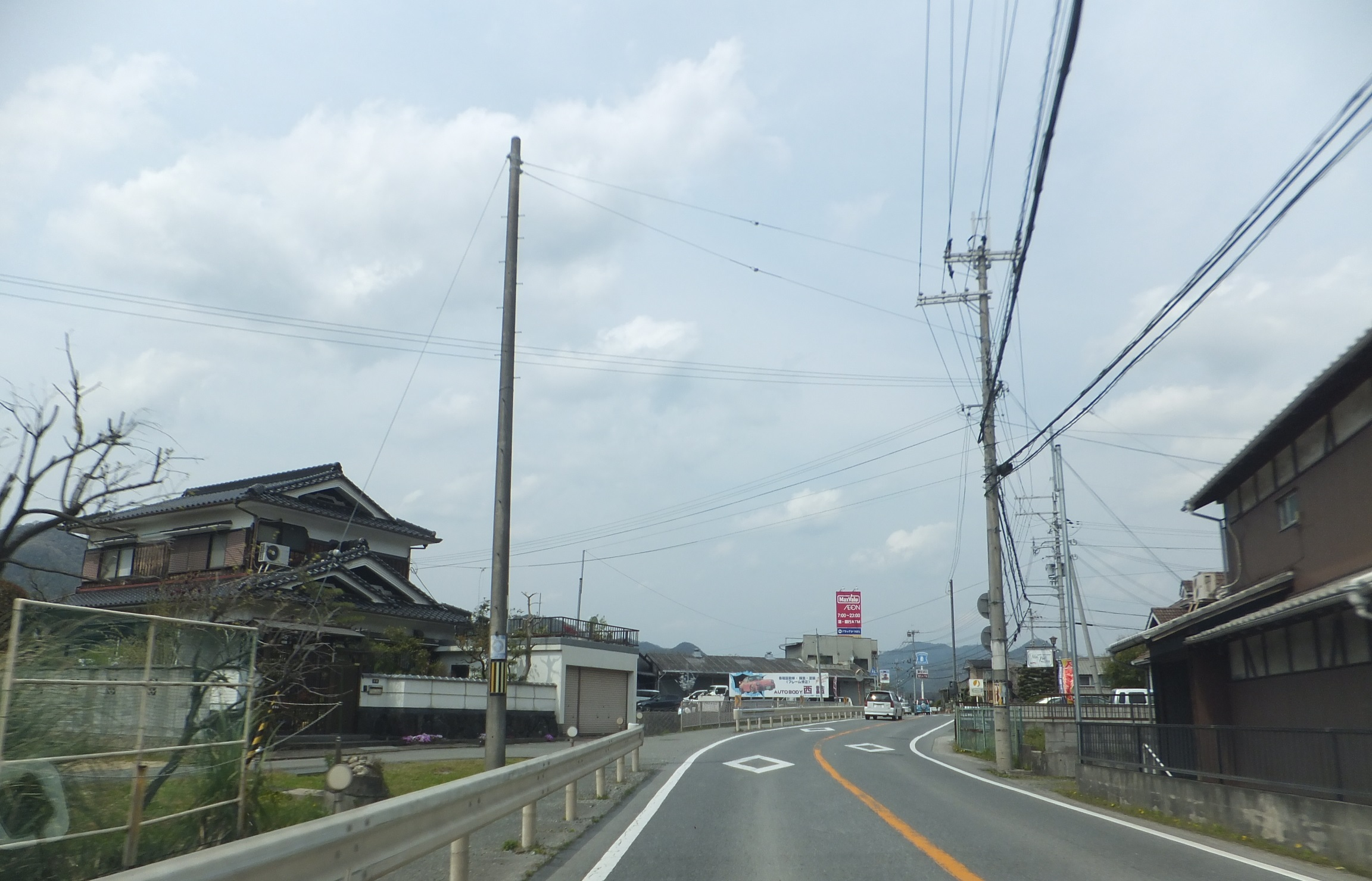
菅生川流域沿い
姫路市夢前町菅生澗で撮影

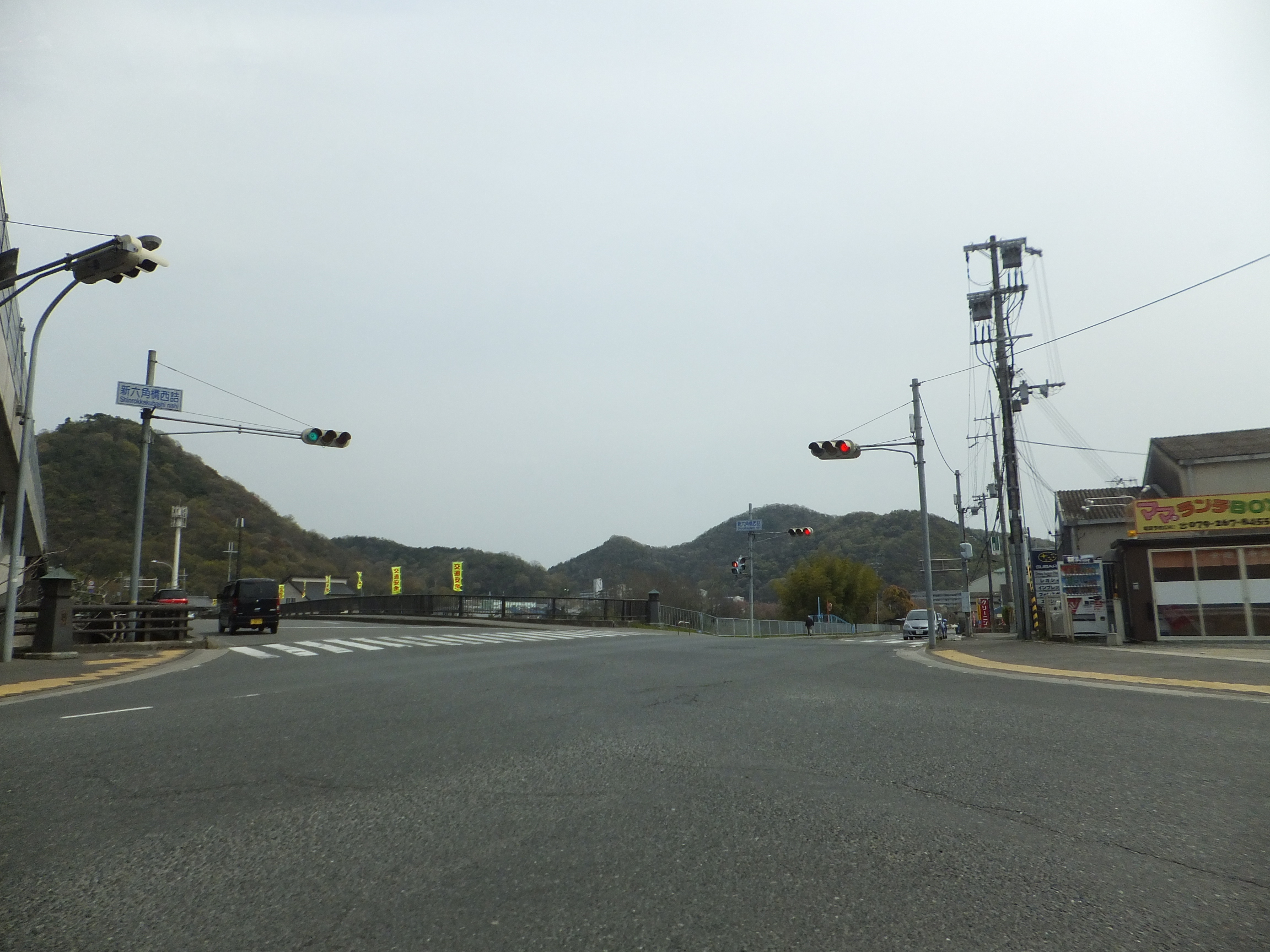
山陽自動車道高架橋下付近
姫路市六角で撮影

### 通過する自治体
- 姫路市

### 交差する道路
| 交差する道路                         | 交差する場所     | 交差する場所         |
| ------------------------------------ | ---------------- | -------------------- |
| 兵庫県道67号姫路神河線               | 夢前町山之内甲   | 起点                 |
| 兵庫県道504号雪彦山線                | 夢前町山之内戊   | 夢前町山之内交差点   |
| 林道塩田線                           | 夢前町山之内己   |                      |
| 通行不能区間                         |                  |                      |
| 林道塩田線                           | 夢前町山之内庚   |                      |
| 兵庫県道23号三木宍粟線               | 夢前町莇野（）   | 四辻（）交差点       |
| 兵庫県道80号宍粟香寺線 重複区間起点  | 夢前町護持（）   | 護塚橋（）北詰交差点 |
| 兵庫県道519号菅生澗林田線            | 夢前町菅生澗（） |                      |
| 兵庫県道80号宍粟香寺線 重複区間終点  | 夢前町菅生澗     |                      |
| 兵庫県道545号石倉玉田線 重複区間起点 | 六角             | 六角橋西詰交差点     |
| 兵庫県道545号石倉玉田線 重複区間終点 | 六角             | 新六角橋西詰交差点   |
| 兵庫県道5号姫路上郡線                | 町田（）         | 町田橋西詰交差点     |
| 兵庫県道724号姫路新宮線              | 飾西             | 飾西交差点 / 終点    |

### 沿線
- 姫路警察署
  - 山之内駐在所（姫路市夢前町山之内乙）
  - 莇野駐在所（姫路市夢前町莇野）
  - 飾西交番（姫路市飾西）
- 新楽寺（姫路市夢前町山之内）
- 菅生ダム（姫路市夢前町莇野）
- 夢前四辻郵便局（姫路市夢前町莇野）
- 姫路市立莇野小学校（姫路市夢前町莇野）
- 姫路市立菅野中学校（姫路市夢前町護持）
- 姫路市立峰相小学校（姫路市打越）
- 姫路市立白鳥小学校（姫路市飾西）
- 姫路西消防署飾西出張所（姫路市飾西）